# Glyphomitrium tortula
Glyphomitrium tortula là một loài rêu trong họ Ptychomitriaceae. Loài này được (Harv.) Mitt. mô tả khoa học đầu tiên năm 1859.